# DevIL
DevIL (англ. Developer's Image Library — рус. библиотека изображений разработчика) — кроссплатформенная программная библиотека, целью которой является создание общего интерфейса программирования приложений (англ. API) для разных файловых форматов графических изображений. Изначально библиотека называлась «OpenIL», однако в связи с конфликтом с компанией Silicon Graphics была переименована в «DevIL». DevIL состоит из трёх частей: основная библиотека (англ. IL), библиотека утилит (англ. ILU — IL Utility) и сервисный инструментарий (англ. ILUT — IL Utility Toolkit).
В настоящее время DevIL поддерживает чтение из 43 файловых форматов и запись в 17 файловых форматов. Среди тех форматов, для которых поддерживается и чтение, и запись, присутствуют: BMP, DDS, JPEG, PCX, PNG, Raw, TGA, TIFF. Фактически поддерживаемые форматы зависят от настроек компилятора, в частности, таких внешних библиотек как libjpeg и libpng.

## Примечание
1. ↑  DevIL Feature List (англ.). Дата обращения: 18 марта 2009. Архивировано 28 июня 2012 года.